# Олга Хавлова
Олга Хавлова (рођена као Шпичалова) (Праг, 11. јул 1933 — Праг, 27. јануар 1996) била је Прва дама Чехословачке и Чешке, супруга Вацлава Хавела, последњег председника Чехословачке и првог председника Чешке Републике.

## Биографија
Рођена је 11. јула 1933. године у Жижкову, предграђу Прага где је живела радничка класа. Њени родитељи су се развели када је Олга имала шест година. Одрасла је у великој породици, укључујући старију сестру Јарославу, која је имала петоро деце, за које се Олга бринула од самог детињства.
Доста времена проводила је у библиотекама, где је стекла љубав према књижевности. Након што је завршила средњу школу постала је приправник у фабрици Томаша Батје. Током рада на шиваћој машини изгубила је четири прста леве руке.
Када је имала око 20 година, узимала је часове глуме. Заједно са осталим ученицима, наступала је у аматерском позоришном спектаклу. Током педесетих година радила је низ различитих послова, као књиговођа, чувар продавнице, помоћник продаје и на многим другим.
Олга је свог будућег супруга Вацлава Хавела упознала у Прагу почетком педесетих година и удала се за њега 1964. године. Током шездесетих година њен супруга је постао угледни аутор у читавој Европи. У другој половини шездесетих година њен супруг је био писац и остарио је велики допринос у културним часописима, био укључен у процес демократизације, посебно у области културе. Заговарао је слободу говора, независност културе и повратак пуних грађанских права. У периоду од 1961. до 1967. године, Олга Хавлова радила је у позоришту Балустрада, где је њен супруг такође био активан све до 1968. године. Вацлав Хавел није скривао чињенице да је више пута помогнут и увек подржаван у пословима од стране његове супруге Олге Хавлове. Код своје супруге ценио је што је била обична жена, али опет део интелектуалног оркужења педесетих и шездесетих година, читалац и критичар његових есеја и драмских дела, вредни присталица и сарадник, као и поуздана животна партнерка.
Године 1967. Хавели су купули земљиште у Храдечеку, а касније када је Вацлав Хавел изгубио посао и могућност да нађе нови, породица се преселила на имање у Храдечек и тамо живела до новембра 1989. године. Олга је била љубитељ природе, а током живота на имању, бавила се ловом и сакупљањем гљива.
Током инвазије Варшавског пакта на Чехословачку, Вацлав Хавел није могао да се бави својим послом у позоришту и био је избачен из свих културних удружења, а забрањене су му и све активности. Након што је Вацлав Хавел осуђен на четири и по година затвора, Олга је заједно са својим зетом, Иваном Хавелом преузела одговорност вођења послова у самиздату Експедицијано издање, које је пре тога водио њен супруг.Организовала је састанке, учествовала у активности Повеље 77, а 1982. године ју је потписала.
Године 1987. била је једна од оснивача Оригинални видео часопис, самиздата који је документовао активности неслагања преко фотографија и информисао о тадашњој политичкој и културној ситуацији у Чехословачкој. Активно је радила у часопису и углавном се фокусирала на еколошке теме. Крајем 1985. године била је иницијатор основања магазина Позориште Дивалди, а као члан редакције помогла је углавном финансијски.

## Комитет добре воље — Фондација Олге Хавел
Као супруга првог чехословачког демократског председника након фебруара 1948. године, Олга Хавлова се интерзивно усредсредила на добротворне активности. У доба нове демократије, она је била пионир добротвнирних организација у Чехословачкој.
Почетком деведесетих година основала је Одбор Добре воље, један од првих пројеката ове врсте у Чехословачкој. Године 1992. основала је Фондацију Олге Хавлове, а чланови Одбора Добре боље постали су чланови одбора фондације, заједно са Олгом, која је била председавајућа. Главни циљ Одбора Добре воље — Фондације Олга Хавлове (ОХФ) је био да помогне особама са инвалидитетом, напуштеним или дискриминисаним људима, интеграцијом у друштво. Након тога, оформљен је велико број фондација овог типа у иностранству. У неким земљама Европе организоване су сестринске организације које су подржавале основне циљеве Фондације Олга Хавлове.
Хавелова је посећивала све центре за децу са вишеструким сметњама у развоју, како би испитала шта би могло да им олакша живот. Била је један од заговорника трансформација боллнице у непрофитне невладине организације и позивала министре да подрже организације цивилног друштва, које раде на социјалном пољу. Имала је поштовање свих светских политичара и уметника. Заједно са супругом немачког председника Кристијаном Херзговом, организовала је помоћ за децу која су боловала од цистичне фиброзе.

## Награде и признања Олге Хавлове
На петој годишњици од оснивања Фондације Олга Хавлове, она је одлучила да награди особу са хендикепом која је помогла побољшању услова живота људи са инвалидитетом. Ова награда се и даље додељује једном годишње у мају месецу. Хавлова је присуствовала само на првој церемонији, јер је преминула у јануару 1996. године.
Један део пројекта Олге Хавлове је да промовише грађанска удружења која на достојанствен начин пружају социјалне и медицинске услуге и користе нове облике социјалних услуга.

## Касне године и смрт
Године 1991. Нордијска фондација Стифетелсен Арте Будеје доделила је Олги Хавел престижну награду Жена године. Године 1995. добила је медаљу Премисил Питер и проглашена Женом године Чешке Републике. Последње године свог живота посветила је помоћи најугроженијим слојевима друштва.
Преминула је 27. јануара 1996. године од последица злоћудног тумора. Сахрањена је у породичној гробници Хавел на гробљу Винохради у Прагу. Године 1997. постхумно јој је додељен Орден Томаш Масарик првог реда, за изузетан допринос демократији и људским правима.<re>Seznam vyznamenaných</ref>
Од 1995. године на основу одобрења Вацлава Хавела, средња школа у Поруби званично је названа по њој. Године 2014. Пословна академија, специјална практична школа у граду Јанске Лазње названа је по њој, а Хавлова ју је свечано отворила 1994. године.
О себи, Олга Хавлова није оставила писма нити било какве записе. О њеном животу писали су Павел Косатик и Хелена Маркова.
Године 2006. направљен је документарни филм о њој, поводом 10. годишњице од смрти. Филм носи име Госпођа Олга — приче о чувеним људима. Године 2014. режисер Мирослав Јанек издао је документарни филм под називом Олга, који је награђен у категорији за Најбољи документарни филм. Зграда у којој се налази Комитет Добре воље добила је 2010. године спомен плочу посвећену Олги Хавловој, а од 2012. године улица у Жижкову носи име по њој. Била је изузетно цењена од стране грађана Чешке.
Годину дана након њене смрти, Вацлав Хавел оженио је глумицу Дагмару Хавлову.